# Васто (Мантова)
Васто је насеље у Италији у округу Мантова, региону Ломбардија.
Према процени из 2011. у насељу је живело 112 становника. Насеље се налази на надморској висини од 43 м.